# Кермарија Силар
Кермарија Силар (фр. Kermaria-Sulard) је насеље и општина у Француској у региону Бретања, у департману Обале Армора.
По подацима из 2011. године у општини је живело 984 становника, а густина насељености је износила 109,09 становника/km².

## Демографија
| 1962. | 1968. | 1975. | 1982. | 1990. | 2011. |
| ----- | ----- | ----- | ----- | ----- | ----- |
| 537   | 478   | 460   | 632   | 648   | 984   |